# Magnus Andreas Schultz
Magnus Andreas Schultz (født 2. juli 1839, død 18. september 1908 i Aalborg)) var en bog- og papirhandler i Aalborg. Han blev udlært af sin onkel, Boghandler Marinus M. Schultz. Derefter handelseksaminator for Købmandslauget i Aalborg 1858. Medhjælper hos boghandler C. H. Bielefeldt i København 1860-1863. Boghandler i Aalborg 9. Juni 1863 under firmaet "Magnus A. Schultz". 1904 overtog han "Sofus Asmussens bogbinderi og posefabrik" og senere på året "Adolph Holst's litografiske Anstalt og Æskefabrik", hvilke to virksomheder sloges sammen til et samlet foretagende. Januar 1907 overtoges boghandelen af sønnen, Svend Schultz. Den anden virksomhed omdannedes i 1908 til et Familie-aktieselskab under Navnet ”Adolph Holst” med sønnen Christian B. Schultz som Direktør.
Magnus Schultz var i Bestyrelsen for den første danske Provins - boghandlerforening (1874), for Aalborg Kunstmuseum, Aalborg Folkebibliotek, Foredragsforeningen og Kunstforeningen.